# Céré-la-Ronde
Céré-la-Ronde es una comuna francesa situada en el departamento de Indre y Loira, en la región de Centro-Valle del Loira.

## Demografía
| 658 | 636 | 567 | 477 | 435 | 437 | 424 |
| Para los censos de 1962 a 1999 la población legal corresponde a la población sin duplicidades (Fuente: INSEE [Consultar]) |     |     |     |     |     |     |